# Pierre Michel Klein
 (février 2015).
Si vous disposez d'ouvrages ou d'articles de référence ou si vous connaissez des sites web de qualité traitant du thème abordé ici, merci de compléter l'article en donnant les références utiles à sa vérifiabilité et en les liant à la section « Notes et références ».
Pour les articles homonymes, voir Klein.
Pierre Michel Klein est un philosophe français né à Paris le 1er octobre 1946.

## Biographie
Pierre Michel Klein est né à Paris le 1er octobre 1946. Professeur agrégé de philosophie (1972), il est président de l'Association Vladimir Jankélévitch.
Pierre Michel Klein fut dans les années soixante l'étudiant de Vladimir Jankélévitch, qui par la suite lui accorda confiance et amitié[réf. nécessaire] et rédigea la préface de son recueil de poèmes, Perpétuels Augures (Ed. de  la  Grisière, 1970). Inscrit avec lui à un Doctorat d'État, et après de nombreux entretiens, cette thèse se transforma finalement en un livre : Logique de la mort (Éd. du Cerf, 1988). À la mort du philosophe il fonda, notamment avec Élisabeth de Fontenay et Béatrice Berlowitz, l'Association Vladimir Jankélévitch dont il sera le président. 
De 1994 à 1997, Pierre Michel Klein participa régulièrement à l'émission philosophique de Francesca Piolot, Le Banquet, sur France Culture, station où par la suite il fut souvent invité à développer certains aspects de la philosophie de Jankélévitch, dans les émissions de Christine Goémé, et dans celles des Nouveaux chemins de la connaissance de Raphaël Enthoven et de Adèle Van Reeth. Par ailleurs, lors de la parution du livre collectif Le Courage qu'il dirigea pour les éditions Autrement, il participa également à divers entretiens, notamment sur France Inter et Radio France internationale.
Pierre Michel Klein est intervenu dans de nombreux colloques consacrés à la pensée de Jankélévitch : à l'Université de Toulouse-le-Mirail, à Cerisy-la-Salle, à la Sorbonne, à L'École normale supérieure de la rue d'Ulm, et au Mémorial de la Shoah. Certains de ces colloques ont fait l'objet de publications. Il a en outre écrit plusieurs articles sur Jankélévitch pour les encyclopédies des Presses universitaires de France, ainsi que d'autres contributions pour diverses publications, notamment Les Nouveaux Cahiers, la revue Lignes, et les éditions Autrement. 
Ses investigations philosophiques portent sur les questions métaphysiques et morales. Deux livres marquent cette recherche Logique de la mort (Cerf 1988) et Métachronologie (Cerf 2014). Métachronologie propose une théorie du temps entièrement nouvelle, le temps comportant non pas une, mais deux dimensions. Cette théorie se développe à partir de l'analyse d'un instant, lui-même conçu non comme simple, mais comme composé de deux temps coordonnés, passé et futur, chacun mobilisé par une manière propre de se temporaliser. Entre les deux, non le présent, mais une faille, un vide de temps. La métachronologie est la métaphysique de ce temps sans présent, en chaque instant duquel deux temps entrent en collision. La collision est une notion empruntée à Vladimir Jankélévitch, et désigne le renvoi infini d'un terme à l'autre d'une alternative. Tel l'instant de la mort, où la pensée ne saurait rencontrer ce qui pourtant l'efface. Si tout instant peut être ainsi dit collisionnel, et si toute existence survient sur un instant, alors une philosophie métachronologique  se voit nouvellement préparée pour se confronter à nombre d'anciens problèmes, métaphysiques, logiques et pratiques :  irréversibilité du temps, infaillibilité du présent, inexorabilité de la mort, causalité du corps et de l'esprit (livres I à IV). L'investigation envisage alors des corollaires quant au sens de la responsabilité, au statut de l’œuvre d'art, et à l'interprétation d'une parole (Livre V).[Interprétation personnelle ?]